# Christian Wilhelm Kindleben

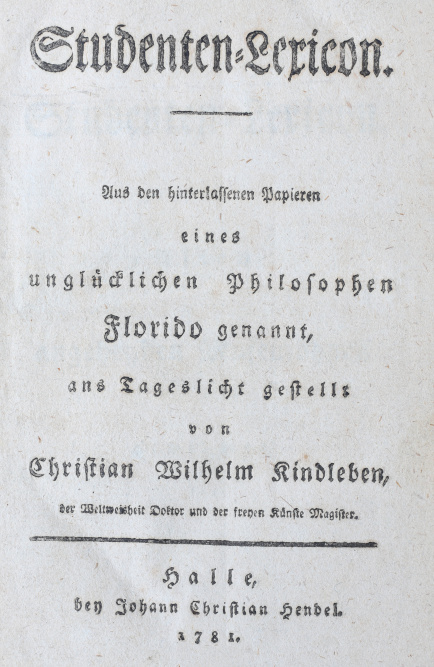
Titelseite des Studenten-Lexicons, Halle (Saale), 1781

Christian Wilhelm Kindleben (auch: Kindlebn, Pseudonyme Michael Brephobius, Florido) (* 4. Oktober 1748 in Berlin; † 1785 in Jena oder Dresden) war ein deutscher Theologe, Schriftsteller und Publizist.

## Leben
Aus ärmlichen Verhältnissen stammend, konnte Kindleben mit Hilfe von Gönnern, die seine Begabung erkannten, ab 1767 evangelische Theologie an der Friedrichs-Universität Halle studieren. Unter Förderung seines Lehrers Johann Georg Jacobi versuchte er sich als Dichter.
Nach seinem Studium war er als Landprediger in Kladow, Gatow und Glienicke tätig, musste diese Tätigkeit 1776 jedoch aufgrund seines ausschweifenden Lebenswandels aufgeben. Kindleben war auch als Lehrer tätig. Daneben betätigte er sich auch als Schriftsteller und Herausgeber. 1778 arbeitete er kurze Zeit als Gehilfe Johann Bernhard Basedows an dessen Philanthropinum Dessau.
Eine Promotion in Frankfurt an der Oder scheiterte. Nachdem Kindleben 1779 an der Universität Wittenberg zum „Doctor der Weltweisheit und der freien Künste Magister“ promoviert wurde, wollte er sich an der Universität Halle als Dozent niederlassen. Aufgrund seines Lebenswandels schon früher aus mehreren Stellungen entlassen, wurde er 1781 auch aus Halle ausgewiesen. In seinen letzten Lebensjahren schlug er sich als Schriftsteller in Berlin, Leipzig und Dresden durch.
Kindleben ist heute hauptsächlich bekannt als der Verfasser des Werkes Studenten-Lexicon, eines der bedeutendsten Zeugnisse der Studentensprache und der Studentenkultur des 18. Jahrhunderts. Zahlreiche der von Kindleben darin dokumentierten Ausdrücke sind heute Bestandteil der deutschen Alltagssprache. Sein wichtigstes Werk war im Jahre 1781 die weltweit erste gedruckte Sammlung von Studentenliedern, die er aus der mündlichen Überlieferung sammelte, teilweise erheblich überarbeitete und für den Druck vorbereitete.
Da die studentische Kultur damals als nicht besonders gesellschaftsfähig galt, wurden diese beiden in Halle herausgegebenen Werke vom Prorektor der dortigen Universität konfisziert und er darum ausgewiesen. In seinen Studentenliedern veröffentlichte er auch die erste im Druck belegte und bis heute übliche Fassung von Gaudeamus igitur, dem bekanntesten und bedeutendsten Studentenlied der Welt. Er gilt als dessen Verfasser, weil er die mündliche Überlieferung stark bearbeitet hatte.
Als Liebhaber des ältesten Gewerbes und der klassischen Genussmittel starb er mit 37 Jahren.

## Schriften (Auswahl)

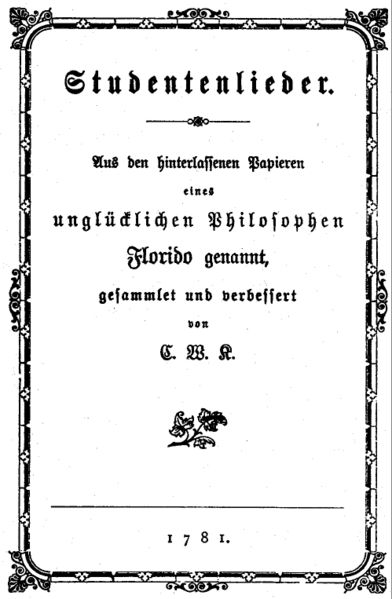
Studentenlieder – Titelblatt des ersten gedruckten Studentenliederbuchs Deutschlands von 1781 (Nachdruck)

- Studentenlieder. – Aus den hinterlassenen Papieren eines unglücklichen Philosophen Florido genannt, gesammlet und verbessert von C. W. K. 1781 (Nachdruck, Buchdruckerei des Waisenhauses, Halle a. S.: Digitalisat des Münchner DigitalisierungsZentrums der Bayerischen Staatsbibliothek, Digitalisat bei Google Books)
- Studenten-Lexicon: aus den hinterlassenen Papieren eines unglücklichen Philosophen Florido genannt, Halle (Saale) 1781 mehrere Auflagen
- Über die Non-Existenz des Teufels. Berlin 1776
- Der Teufeleien des 18. Jahrhunderts letzter Act. Leipzig 1779
- Vermischte Gedichte. Berlin-Leipzig 1779
- Geistliche Gedichte und Lieder. Ohne Ortsangabe 1781
- Die allerneueste deutsche Orthographie des 18. Jahrhunderts. Frankfurt am Main, Leipzig 1779
- Leben und Abentheuer des Küsters zu Kummersdorf Willibald Schluterius. Halle 1779
- Ueber den Ursprung der Perücken. Berlin 1779
- Matthias Lukretius, sonst Votius genannt; oder Geschichte eines verunglückten und metamorphisierten Kandidaten, 2 Teile. Halle 1780
- Emanuel Hartensteins eines peregrinierenden Weltbürgers Reise von Berlin über Rostock nach Dresden. Halle 1780
- Florido oder Geschichte eines unglücklichen Philosophen. Halle 1781
- Moralische Fragmente zur Kenntniß des Menschen, in Briefen. Ohne Ort 1782
- Zeitverkürzende Unterhaltungen aus Joseph II. ... Leben. Ohne Ort 1782
- Der gehörnte Siegfried, ein Volksroman. 2 Teile. Ohne Ort 1783